# Pixberg
Pixberg ist eine Ortschaft in Hückeswagen im Oberbergischen Kreis im Regierungsbezirk Köln in Nordrhein-Westfalen (Deutschland).

## Lage und Beschreibung
Pixberg liegt im nördlichen Hückeswagen an der Kreisstraße K11 oberhalb der Wupper-Vorsperre der  Wuppertalsperre. Nachbarorte sind Hummeltenberg, Böckel, Frohnhausen, Pixbergermühle und Bergerhof.

## Geschichte
1481 wurde der Ort das erste Mal in einer Spendenliste für den Marienaltar der Hückeswagener Kirche urkundlich erwähnt. Die Schreibweise der Erstnennung lautete an dem Berge. Die Karte Topographia Ducatus Montani aus dem Jahre 1715 zeigt den Hof als Picsberg. Im 18. Jahrhundert gehörte der Ort zum bergischen Amt Bornefeld-Hückeswagen.
1815/16 lebten 15 Einwohner im Ort. 1832 gehörte Pixberg der Herdingsfelder Honschaft an, die ein Teil der Hückeswagener Außenbürgerschaft innerhalb der Bürgermeisterei Hückeswagen war. Der laut der Statistik und Topographie des Regierungsbezirks Düsseldorf als Weiler kategorisierte Ort besaß zu dieser Zeit drei Wohnhäuser und drei landwirtschaftliche Gebäude. Zu dieser Zeit lebten 43 Einwohner im Ort, davon 21 katholischen und 22 evangelischen Glaubens.
Im Gemeindelexikon für die Provinz Rheinland werden 1885 vier Wohnhäuser mit 71 Einwohnern angegeben. Der Ort gehörte zu dieser Zeit zur Landgemeinde Neuhückeswagen innerhalb des Kreises Lennep. 1895 besitzt der Ort fünf Wohnhäuser mit 63 Einwohnern, 1905 fünf Wohnhäuser und 42 Einwohner.
Im Juli 1923 befand sich auf dem Weg nach Pixberg ein Grenzposten der französischen Armee, der das besetzte und unbesetzte Gebiet im Zuge des Ruhrkampfes voneinander trennten.

## Wander- und Radwege
Folgende Wanderwege führen an dem Ort vorbei:
- Der Ortswanderweg ━ von Purd zur Wiebach-Vorsperre
- Der Ortsrundwanderwege A9 und A10